# 克內金登

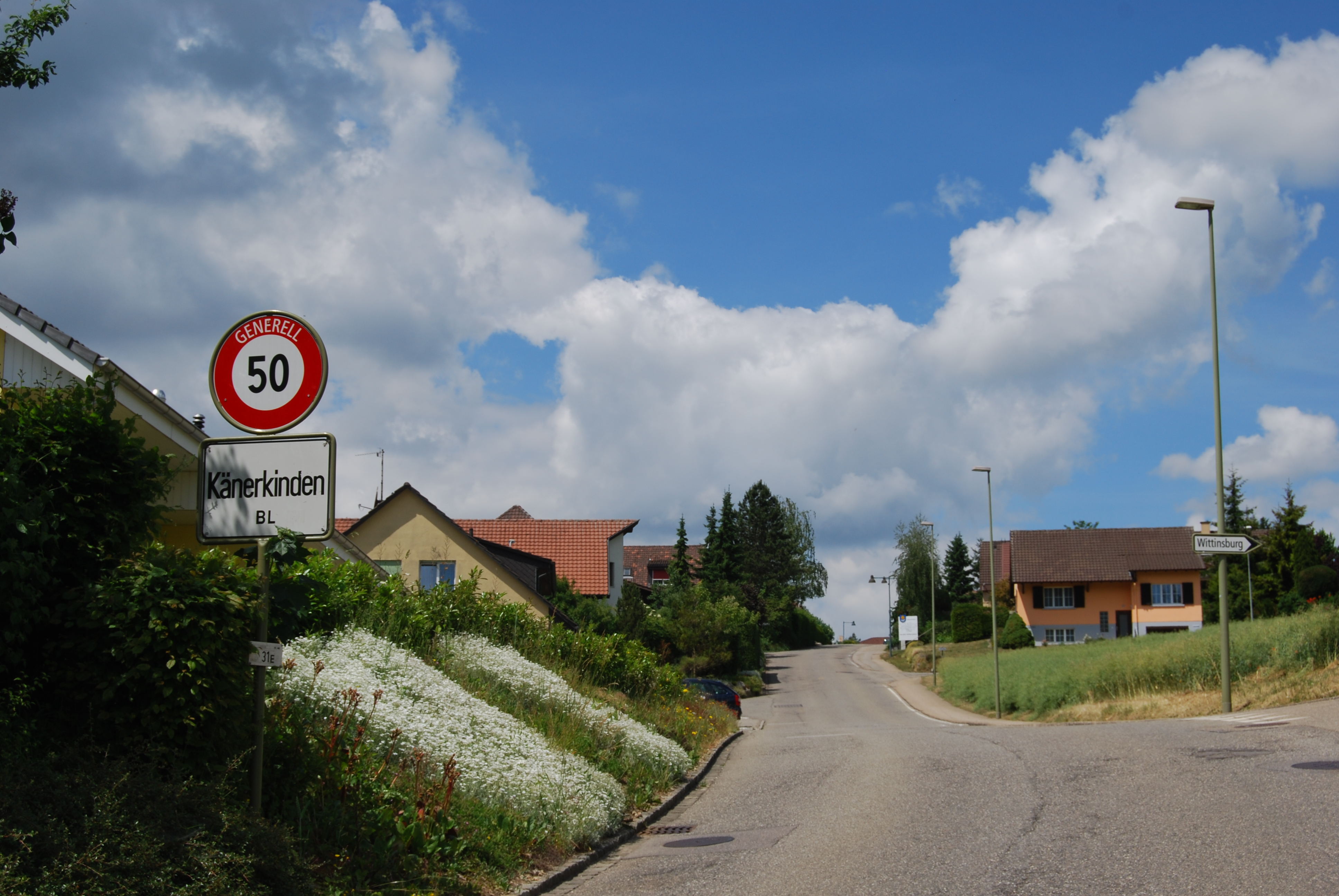

克內金登是瑞士的城鎮，位於該國北部，由巴塞爾鄉村州負責管轄，面積1.48平方公里，海拔高度551米，2012年人口482，六成人口信奉基督教，人口密度每平方公里326人。

## 外部連結
- Official website （德文）